# Pier Giorgio Micchiardi
Pier Giorgio Micchiardi (Carignano, 23 ottobre 1942) è un vescovo cattolico italiano, dal 19 gennaio 2018 vescovo emerito di Acqui.

## Biografia
È nato a Carignano, in provincia e arcidiocesi di Torino, il 23 ottobre 1942.

### Formazione e ministero sacerdotale
Ha frequentato il seminario di Rivoli.
Il 26 giugno 1966 è ordinato presbitero dall'arcivescovo Michele Pellegrino.
Dopo l'ordinazione ha continuato gli studi e, il 7 dicembre 1971, ha conseguito la laurea in diritto canonico alla Pontificia Università Gregoriana di Roma.
Tornato nell'arcidiocesi natale, è stato viceparroco a Santa Teresina in Torino, dal 1971 al 1982, e padre spirituale nel seminario teologico di Torino, dal 1978 al 1980. Già vicecancelliere della curia arcivescovile dal 1980, il cardinale Anastasio Ballestrero lo ha nominato cancelliere nel 1981, incarico ricoperto fino al 1991.

### Ministero episcopale

#### Vescovo ausiliare di Torino
Il 21 dicembre 1990 papa Giovanni Paolo II lo ha nominato vescovo ausiliare di Torino e titolare di Macriana Maggiore. Il 13 gennaio 1991 ha ricevuto l'ordinazione episcopale, nella cattedrale di San Giovanni Battista a Torino, dall'arcivescovo Giovanni Saldarini, co-consacranti il vescovo Livio Maritano e l'arcivescovo Zenon Grocholewski. Il giorno seguente è stato nominato vicario generale dell'arcidiocesi.
Si è occupato in prima persona del sinodo diocesano e della realizzazione di due ostensioni della Sacra Sindone.

#### Vescovo di Acqui
Il 9 dicembre 2000 è stato nominato, dallo stesso papa, vescovo di Acqui; è succeduto a Livio Maritano, dimessosi per raggiunti limiti di età. Il 4 febbraio 2001 ha preso possesso della diocesi.
Tra il 2011 e il 2016 il suo mandato vescovile ad Acqui Terme è stato oggetto di numerose inchieste giornalistiche ad opera dei quotidiani Il Secolo XIX, La Stampa e del settimanale L'Espresso. In particolare, nel corso di un'intervista nel mezzo di un'inchiesta condotta dal programma TV Le Iene, ha ammesso di essere stato un cattivo vescovo nella gestione della sua diocesi.
In seguito ai fatti emersi e ad una lettera di protesta di 38 sacerdoti della diocesi, nel gennaio 2016 papa Francesco ha nominato visitatore apostolico della diocesi l'arcivescovo di Gorizia Carlo Roberto Maria Redaelli.
Il 19 gennaio 2018 papa Francesco ha accettato la sua rinuncia, presentata per raggiunti limiti di età, al governo pastorale della diocesi di Acqui; gli è succeduto Luigi Testore, del clero dell'arcidiocesi di Milano.
È stato vicepresidente della Conferenza episcopale piemontese ed è membro della commissione episcopale per l'educazione cattolica, la scuola e l'università della Conferenza Episcopale Italiana.

## Genealogia episcopale
La genealogia episcopale è:
- Cardinale Scipione Rebiba
- Cardinale Giulio Antonio Santori
- Cardinale Girolamo Bernerio, O.P.
- Arcivescovo Galeazzo Sanvitale
- Cardinale Ludovico Ludovisi
- Cardinale Luigi Caetani
- Cardinale Ulderico Carpegna
- Cardinale Paluzzo Paluzzi Altieri degli Albertoni
- Papa Benedetto XIII
- Papa Benedetto XIV
- Papa Clemente XIII
- Cardinale Enrico Benedetto Stuart
- Papa Leone XII
- Cardinale Chiarissimo Falconieri Mellini
- Cardinale Camillo Di Pietro
- Cardinale Mieczysław Halka Ledóchowski
- Cardinale Jan Maurycy Paweł Puzyna de Kosielsko
- Arcivescovo Józef Bilczewski
- Arcivescovo Bolesław Twardowski
- Arcivescovo Eugeniusz Baziak
- Papa Giovanni Paolo II
- Cardinale Carlo Maria Martini, S.I.
- Cardinale Giovanni Saldarini
- Vescovo Pier Giorgio Micchiardi